# 高橋謙司
高橋 謙司（たかはし けんじ、1968年（昭和43年）6月12日 - ）は、日本の建設・国土交通官僚。

## 経歴
愛知県一宮市出身。滝高等学校を経て、1990年3月に京都大学法学部を卒業。国家公務員採用Ⅰ種試験（法律）に合格し、同年4月建設省入省。鳥取県庁に出向した際には、
米子鬼太郎空港の愛称化や、鳥取環境大学の公立大学化・新学部の設置に携わった。
2023年7月4日、内閣府政策統括官（防災担当）に就任。
2025年7月1日、内閣府地方創生推進事務局長に就任。

## 年譜
基本的な出典
- 1991年
  - 03月：京都大学法学部卒業
  - 04月：建設省入省
- 1997年04月：建設省関東地方建設局用地部用地第一課長
- 1998年04年：建設省関東地方建設局総務部人事第一課長
- 2000年04月：千葉県企画部企画政策課主幹
- 2001年04月：千葉県商工労働部長産業振興課長
- 2003年04月：千葉県総合企画部総合計画課長
- 2004年
  - 04月：千葉県総合企画部副参事
  - 04月：国土交通省河川局水政課長補佐
- 2005年
  - 09月：国土交通省河川局水政課付
  - 09月：（命）人事院事務官（2005年度派遣行政官短期在外研究員（イギリス））
- 2006年08月：国土交通省総合政策局建設業課企画専門官
- 2007年08月：（命）国土交通副大臣秘書官事務取扱（～2008年8月）
  - 08月：国土交通省大臣官房人事課専門官
- 2008年08月：国土交通省大臣官房会計課企画専門官
- 2009年07月：鳥取県企画部地域づくり支援局長
- 2010年04月：鳥取県企画部長
- 2012年04月：国土交通省土地・建設産業局建設市場整備課建設産業振興室長
- 2013年
  - 05月：国土交通省土地・建設産業局建設市場整備課専門工事業・建設関連業振興室長
  - 08月：厚生労働省老健局高齢者支援課長
- 2014年07月；厚生労働省老健局振興課長
- 2015年
  - 07月：国土交通省大臣官房付
  - 07月：（併）内閣官房内閣参事官（内閣総務官室）
- 2017年07月：国土交通省住宅局住宅総合整備課長
- 2018年07月：国土交通省土地・建設産業局建設業課長
- 2020年
  - 07月：国土交通省不動産・建設経済局建設業課長
  - 07月：国土交通省大臣官房総務課長
  - 07月：（併）国土交通省大臣官房地方室長
- 2021年
  - 07月01日：国土交通省水管理・国土保全局次長兼大臣官房総務課長[8]
  - 07月05日：大臣官房総務課長との兼任を解除[9]
- 2022年06月28日：国土交通省大臣官房総括審議官[10]
- 2023年07月04日：内閣府政策統括官（防災担当）[4][5]
- 2025年07月01日：内閣府地方創生推進事務局長[6][7]